# ダイアン・キャノン
ダイアン・キャノン（Dyan Cannon, 本名：Samille Diane Friesen, 1937年1月4日 - ）はアメリカ合衆国の女優。これまでに3度、アカデミー賞のノミネートを受けている。

## 経歴
ワシントン州タコマ出身。バプテストに属する父と、ユダヤ系の母のあいだに生まれる。母クレイル・ポートノイはロシアからの移民である。高校はウェスト・シアトル高校に通った。
『ボブ&キャロル&テッド&アリス』（1969年）、『天国から来たチャンピオン』（1978年）で2度にわたりアカデミー助演女優賞ノミネートを受けている。加えて『ナンバー・ワン（原題）』（1976年）では製作・監督・脚本・編集を手がけ、アカデミー賞ノミネートを受けた女優として史上初めてのアカデミー短編実写映画賞にノミネートされた。最近の活動では人気ドラマ『アリー my Love』に準レギュラー出演していたことで知られる。
私生活においては1965年7月22日にケーリー・グラントと結婚。娘ジェニファーを儲けるが18ヶ月で別居に至り、1968年3月21日付けで離婚が成立した。
また、ロサンゼルス・レイカーズのファンとしても有名である。実際の試合ではコートサイドにて観戦するキャノンの姿を頻繁に見ることができるうえ、『ビバリーヒルズ高校白書』第3シーズン中にあるレイカーズの試合シーンでは、群衆に紛れてカメオ出演した。

## 作品
- 暗黒街の帝王レッグス・ダイヤモンド - The Rise and Fall of Legs Diamond （1960年）
- 暴走する反抗族 - This Rebel Breed （1960年）
- ボブ&キャロル&テッド&アリス - Bob & Carol & Ted & Alice （1969年）
- ショーン・コネリー/盗聴作戦 - The Anderson Tapes （1971年）
- ラブ・マシーン - The Love Machine （1971年）
- 華麗なる大泥棒 - The Burglars （1971年）
- シェイマス - Shamus （1973年）
- シーラ号の謎 - The Last of Sheila （1973年）
- 天国から来たチャンピオン - Heaven Can Wait （1978年）
- ピンク・パンサー4 - Revenge of the Pink Panther （1978年）
- 忍冬の花のように - Honeysuckle Rose （1980年）
- コースト・トゥ・コースト 危ないのはお好き!? - Coast to Coast （1980年）
- デストラップ・死の罠 - Deathtrap （1982年）
- 喝采の陰で - Author! Author! （1982年）
- 結婚の条件 - She's Having a Baby （1988年、カメオ出演）
- ボールズ・ボールズ2 成金ゴルフマッチ - Caddyshack II （1988年）
- キッチン・ウォーズ 彼女の恋は五ツ星 - Christmas in Connecticut （1992年）
- フライング・ピクルス The Pickle (1993)
- 誘拐騒動 ニャンタッチャブル - That Darn Cat （1997年）
- エイト・ヘッズ - 8 Heads in a Duffel Bag （1997年）
- カリブは最高! - Out to Sea （1997年）
- センダー 超誘導体 - The Sender （1998年）
- アリー my Love - Ally McBeal （1997年- 2000年）
- カンガルー・ジャック - Kangaroo Jack （2003年）
- ダイヤモンド・イン・パラダイス - After the Sunset （2004年、カメオ出演）